# Abakan (miasto)

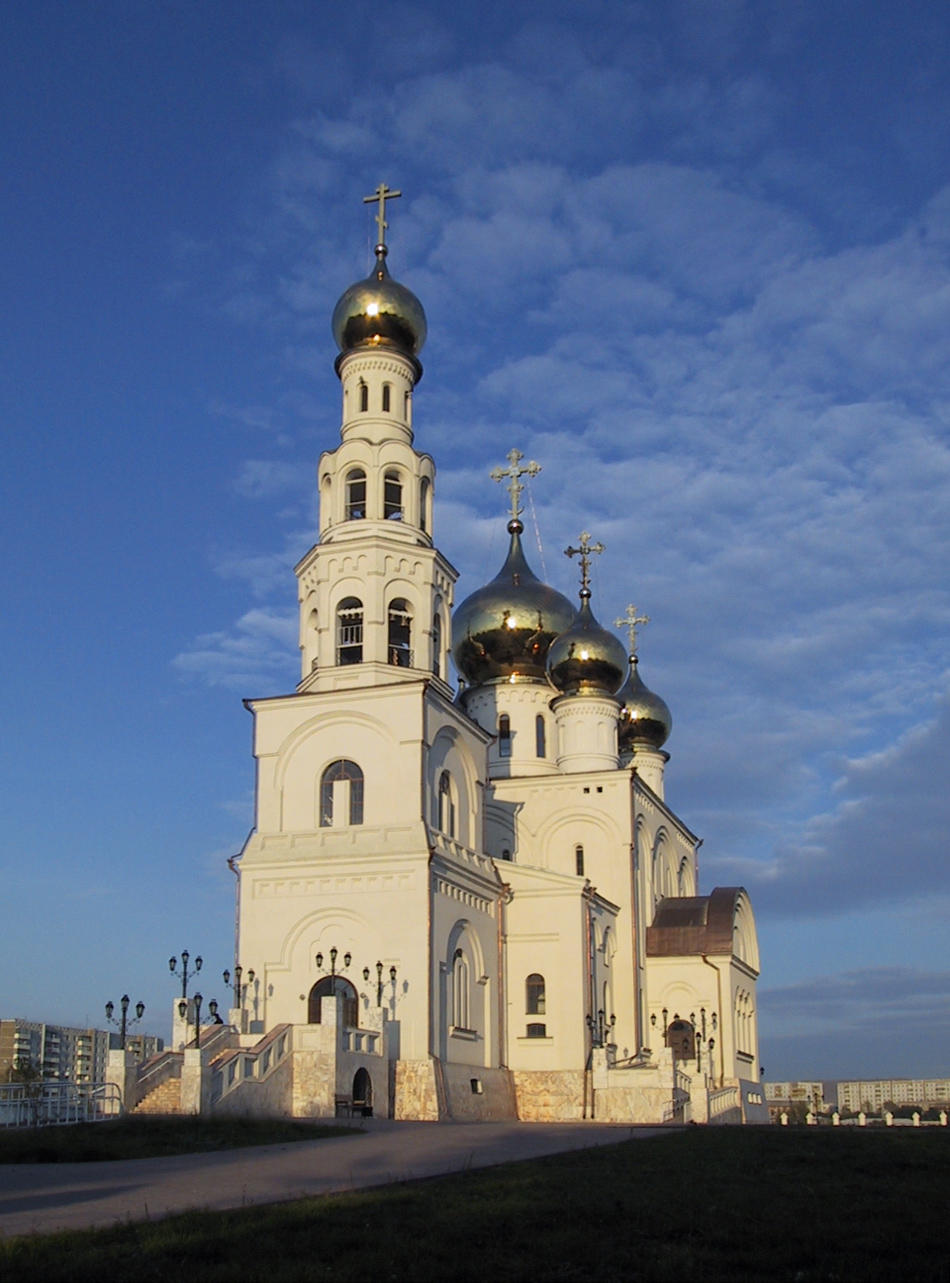
Sobór Przemienienia Pańskiego w Abakanie

Abakan (ros. Aбaкaн) – miasto w Federacji Rosyjskiej; stolica Chakasji; leży u ujścia rzeki Abakan do Jeniseju.

## Historia
Miasto powstało w 1929 r., w związku z rozwojem dotychczasowej osady Ust'-Abakansk, spowodowanym uruchomieniem linii kolejowej. Wchłonęło powstały w 1675 r. Ostróg Abakański. Przed 1991 r. Abakan stanowił stolicę Chakaskiego Obwodu Autonomicznego.
W 1960 otwarto Południowosyberyjską Magistralę Kolejową, która biegła z Abakan do Nowokuźniecka, a następnie do Barnauł, Akmolińska i Magnitogorska.
Obecnie miasto jest ośrodkiem eksploatacji węgla kamiennego i rud żelaza; przemysł maszynowy (fabryka wagonów i kontenerów, huta aluminium), budowlany, drzewny, spożywczy, obuwniczy. Zabytkowa XVIII-wieczna zabudowa śródmiejska.

## Demografia
| 1939   | 1959   | 1970   | 1979    | 1989    | 2000    | 2005    | 2020    | 2021    |
| ------ | ------ | ------ | ------- | ------- | ------- | ------- | ------- | ------- |
| 36 652 | 56 416 | 90 136 | 128 311 | 154 092 | 169 200 | 164 700 | 186 797 | 187 239 |

## Gospodarka
W mieście rozwinął się przemysł kolejowy, spożywczy, materiałów budowlanych, włókienniczy oraz obuwniczy.

## Transport
W mieście funkcjonuje system trolejbusowy.
Abakan posiada międzynarodowy port lotniczy o znaczeniu federalnym.
W mieście znajduje się port rzeczny.

## Nauka i oświata
Chakaski Uniwersytet Państwowy i szereg szkół półwyższych.

## Pałac w Abakanie
Podczas budowy szosy w pobliżu miasta w roku 1940 zostały znalezione fragmenty glinianych dachówek. Podjęte prace archeologiczne doprowadziły do odnalezienia pozostałości pałacu w stylu starochińskim o wymiarach 45 na 35 metrów. W środkowej części znajdowała się kwadratowa komnata, natomiast wzdłuż ścian północnej i południowej rozmieszczonych było po 6 komnat w amfiladzie. Dodatkowo w podłodze odkryto kanały o ściankach wyłożonych kamiennymi płytkami służące do rozprowadzania gorącego powietrza z pieca umieszczonego w południowo-zachodniej komnacie.

## Wojsko
W Abakanie swoje siedziby mają następujące jednostki wojskowe:
- 5 Samodzielna Brygada Kolejowa, Jednostka Wojskowa nr 01662;
- Jednostka Wojskowa nr 31965[16].
- 514 Pułk Rakietowy, Jednostka Wojskowa nr 10804[17]